# Marcus Insteius Coelenus

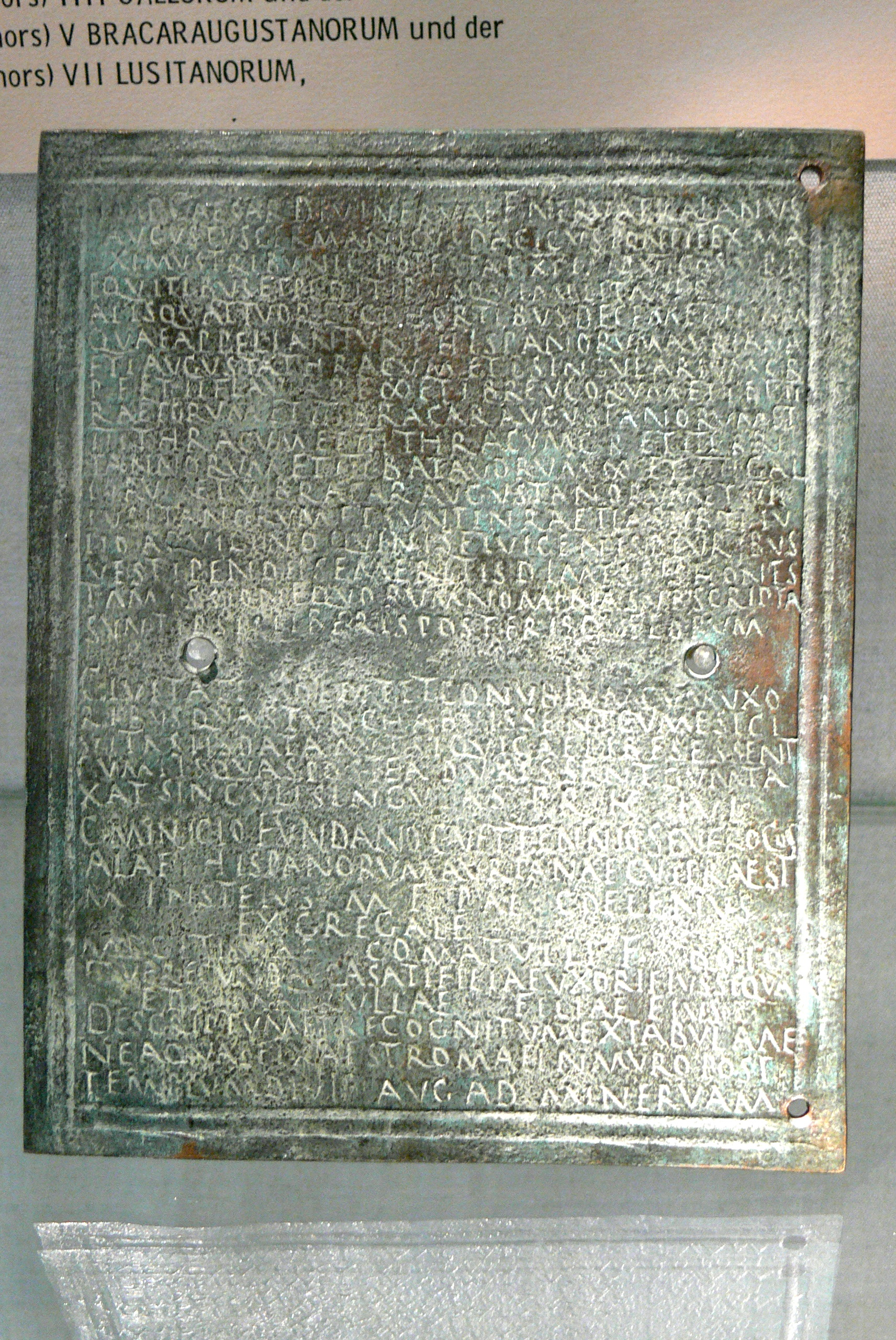
Das Militärdiplom vom 30. Juni 107 n. Chr.

Marcus Insteius Coelenus (vollständige Namensform Marcus Insteius Marci filius Palatina Coelenus) war ein im 1. und 2. Jahrhundert n. Chr. lebender Angehöriger des römischen Ritterstandes (Eques).
Durch ein Militärdiplom, das auf den 30. Juni 107 datiert ist, ist belegt, dass Coelenus 107 Kommandeur der Ala I Hispanorum Auriana war, die zu diesem Zeitpunkt in der Provinz Raetia stationiert war. Er war in der Tribus Palatina eingeschrieben.